# 中田秀造
中田 秀造（なかた ひでぞう、1876年〈明治9年〉12月 - 1930年〈昭和5年〉1月9日）は、台湾総督府官僚。花蓮港庁長。

## 経歴
福島県菊多郡、のちの窪田村（石城郡窪田村、勿来町、勿来市を経て現いわき市）に生まれ、のち秋田県に籍を移す。中田直久の養嗣子。1902年（明治35年）6月、彰化庁、苗栗庁、新竹庁各警部を経て、1917年（大正6年）8月、宜蘭庁警視に任じ警務課長となる。1919年（大正8年）5月、桃園庁に転じ、1920年（大正9年）8月、台中庁警務課長を経て、同年9月、台中州東勢郡守に就任した。のち花蓮港庁長となった。